# أميتشي إجوي
أميتشي إجوي (بالإنجليزية: Amaechi Igwe)‏ هو لاعب كرة قدم نيجيري وأمريكي في مركز الدفاع، ولد في 20 مايو 1988 في بيلمونت في الولايات المتحدة. شارك مع منتخب الولايات المتحدة تحت 17 سنة لكرة القدم ومنتخب الولايات المتحدة تحت 20 سنة لكرة القدم. أما مع النوادي، فقد لعب مع إنغولشتات 04 ونيو إنغلاند ريفولوشن.

## وصلات خارجية
- أميتشي إجوي على موقع الدوري الأمريكي (الإنجليزية)
- أميتشي إجوي على موقع قاعدة بيانات كرة القدم.إي يو (الإنجليزية)
- أميتشي إجوي على موقع بيانات كرة القدم. دي إي (الألمانية)
- أميتشي إجوي على موقع عالم كرة القدم.نت (الإنجليزية)